# Patricia Petibon
Patricia Petibon (ur. 27 lutego 1970 w Montargis) – francuska śpiewaczka, sopran koloraturowy, znana jako wykonawczyni muzyki francuskiego baroku. 

## Życiorys
Najpierw studiowała sztuki plastyczne, później przyjęto ją do Konserwatorium Paryskiego (po uzyskaniu stopnia licencjackiego z zakresu muzykologii). Pierwszą nagrodę Konserwatorium zdobyła w 1995.
Petibon współpracowała z takimi dyrygentami jak William Christie; John Eliot Gardiner; Marc Minkowski; Nikolaus Harnoncourt; Robert Wilson oraz z francuską grupa raperską Futuristiq. Zarejestrowała dzieła Lully’ego, Charpentiera, Rameau, Landiego, Couperina, Händla, Glucka, Mozarta, Haydna, Caldary, Bernsteina, Barbera, Bruna, Dello Joio, Debussy’ego, Manciniego, Méhula, Jomellego, Offenbacha, Delibesa, Poulenca i Grandvala.
Petibon jest żoną francuskiego kompozytora Erica Tanguy, z którym ma syna, Leonarda.

## Dyskografia (solowe)
- Airs Baroques Françaises, z: Patrick Cohen-Akenine, Les Folies Français (2002)
- Les Fantasies de Patricia Petibon (2004)
- French Touch, Yves Abel (2004)
- Purcell et l'Italie, Jean-François Novelli, Ensemble Amarillis (2004)

## Opera/operetka/oratoria - dyskografia
- Étienne Méhul - Stratonice, William Christie, Capella Coloniensis, Corona Coloniensis, (1996), Stratonice
- Stefano Landi - Il Sant'Alessio, Christie, Les Arts Florissants (1996), Alessio
- Jean-Philippe Rameau - Hippolyte et Aricie, Christie, AF, (1997), Une Prêtresse/Une Bergère
- Léo Delibes - Lakmé, Michel Plasson, Choeur & Orchestre du Capitole de Toulouse (1998), Ellen
- Antonio Caldara - La Passione di Gesù Cristo Signor Nostro, Fabio Biondi, Europa Galante (1999), Maddalena
- Wolfgang Amadeus Mozart - Uprowadzenie z seraju, Christie, AF, (1999), Blonde
- Wolfgang Amadeus Mozart - Così fan tutte, Salzburg, 2009, Despina
- Georg Friedrich Händel - Acis and Galatea - Christie, AF, (1999), Damon
- Jules Massenet - Werther, Antonio Pappano, (1999), Sophie
- Joseph Haydn - Armida, Nikolaus Harnoncourt (2000), Zelmira
- Jacques Offenbach - Orphée aux Enfers, Marc Minkowski (2002), Cupidon
- Marc-Antoine Charpentier - La Descente d'Orphée aux Enfers, Christie, AF, (2005), Daphné/Énone
- Niccolò Jommelli - Armida abbandonata / Christophe Rousset, Les Talens Lyriques (2005), Ubaldo, a knight
- Joseph Haydn - Orlando Paladino, Harnoncourt (2006), Angelica
- Alban Berg - Lulu - (2010 Salzburg, 2011 Lisbona), Lulu

## Msze
- Wolfgang Amadeus Mozart - Great Mass in C minor K. 427 Christie, AF, (1999)
- François Couperin - Leçons de ténèbres, Christie, AF, (2006)

## Gościnnie
- American Boychoir - Fast Cats and Mysterious Cows ~ Songs from America, James Litton, Malcolm Bruno, Christine King (1999)
- Marc-Antoine Charpentier - Divertissements, Airs et Concerts, William Christie, Les Arts Florissants, (1999)
- Futuristiq, Demain c'est maintenant (2001)
- Ophélie Gaillard - Cuvée 2000 (2001)
- Georg Friedrich Händel - Arcadian Duets, Emmanuelle Haïm, Le Concert d'Astrée, (2002)
- Florent Pagny - Baryton (2004)
- Marc-Antoine Charpentier - Les Plaisirs de Versailles, Christie, (2005)

## Filmografia
- Dialogues des Carmélites (1999), Soeur Constance
- Orphée et Eurydice (2000), Amour
- Uprowadzenie z seraju (2003), Blonde
- Les Indes galantes (2004), Zima
- French Touch: Recital à La Salle Gaveau (2005)